# Denis d'or
De Denis d'or ("gouden Dionysos" - of in andere spellingsvariaties: Denisdor of Denydor) is, in de brede betekenis, het eerste elektrische muziekinstrument.
De Denis d'or is uitgevonden en gebouwd door de Tsjechische theoloog Václav Prokop Diviš (1698 - 1765). Hij was tevens een pionier in het onderzoek naar elektriciteit. Hij is het meest bekend voor het uitvinden van de bliksemafleider, gelijktijdig maar onafhankelijk van Benjamin Franklin.
Zijn passie voor muziek bracht hem zo ver om een heel speciaal muziekinstrument te creëren dat hij "Denis d'or" noemde. Het Franse "Denis" gaat etymologisch terug naar "Dionysos", wat in het Tsjechisch dan "Diviš" is, van daar de naamkeuze.
De eerste geschreven vermelding van de Denis d'or dateert van 1753, maar waarschijnlijk bestond het instrument al in 1748. Sommige bronnen dateren het bestaan zelfs al in 1730, dit is echter historisch onmogelijk en wordt door geen enkel feit uit Diviš' biografie of werk ondersteund. Na Diviš' dood in 1765 werd dit unieke instrument verkocht en naar Wenen gebracht, waar het vervolgens spoorloos verdween. Er zijn slechts weinig documenten over dit instrument. De meeste kennis die beschikbaar is, is slechts kort en fragmentarisch. Enkel feiten zijn geweten en deze kunnen samen gevat worden als volgt:
De Denis d'or had 14 registers. De afmetingen waren ongeveer 150 cm hoog, 90 cm breed en 120 cm hoog. De meest speciale karakteristiek, voor die tijd, was dat de metalen snaren, waarmee het instrument bespeeld werd, elektrisch geladen konden wordt om zo de geluidskwaliteit te beïnvloeden.
De conclusie dat dit het eerste elektrische instrument is, wordt versterkt door het opmerkelijk feit dat de Duitse theoloog Johann Ludwig Fricker (1729-1766), die Diviš in 1753 bezocht en de Denis d'or met zijn eigen ogen zag, er naar refereert in een artikel van de universiteit van Tübingen als een "Electrisch-Musicalische[s] Instrument", letterlijk vertaald een "elektrisch muzikaal instrument".

## Referentie
1. ↑  Tübingische Berichte von gelehrten Sachen, XXX, July 1754, p. 395.